# Paweł Bagiński
Paweł Bagiński (ur. 14 kwietnia 1909 w Tłustem na Podolu, zm. 29 października 1992 w Warszawie) – pedagog i polonista.

## Życiorys
Kształcił się w Państwowym Gimnazjum im. Juliusza Słowackiego w Czortkowie, gdzie w 1927 zdał egzamin dojrzałości. W latach 1927–1931 odbył studia polonistyczne na Wydziale Humanistycznym Uniwersytetu im. Jana Kazimierza we Lwowie. Uczestniczył w zajęciach prowadzonych przez prof. Juliusza Kleinera i prof. Wilhelma Bruchnalskiego. Pracę magisterską napisał pod kierunkiem prof. Eugeniusza Kucharskiego. 
W latach 1931–1933 odbył bezpłatną dwuletnią praktykę pedagogiczną w Państwowym Gimnazjum we Lwowie, po czym – zdając egzamin praktyczno-teoretyczny – uzyskał dyplom nauczyciela języka polskiego szkół średnich. W roku 1934 rozpoczął pierwszą samodzielną pracę dydaktyczną w Równem w Gimnazjum im. Tadeusza Kościuszki. Tu zastał go wybuch wojny. Do roku 1941 pracował w 10-letniej radzieckiej szkole średniej z polskim językiem wykładowym.
Wydarzenia wojenne przerwały pracę nauczycielską Pawła Bagińskiego. Pracuje w Nadleśnictwie Listwin, w Hucie Bystrzyckiej. Od stycznia 1943 roku brał udział w walkach z okupantem w szeregach 27 Wołyńskiej Dywizji AK. Pełnił też w niej funkcję kronikarza życia partyzanckiego. W 1944 roku dywizja została rozwiązana. Wkrótce Paweł Bagiński podjął pracę nauczycielską w liceum w podwarszawskiej miejscowości – Celestynowie, by w roku 1950 „zakotwiczyć” w Liceum Pedagogicznym dla Wychowawczyń Przedszkoli w Warszawie. W 1952 roku otrzymał etat polonisty w Liceum Ogólnokształcącym im. generała Sowińskiego. Podjął równocześnie pracę jako kierownik Sekcji Języka Polskiego w Wojewódzkim Ośrodku Doskonalenia Kadr Oświatowych (WODRO). W następnych latach – wraz z przekształceniem się systemu doskonalenia nauczycieli – Paweł Bagiński wciąż pracował z nauczycielami – w OOM., w IKNiBO. Przez wiele lat był członkiem jury Olimpiady Literatury i Języka Polskiego w województwie stołecznym i nadal uczył w szkołach.
Głównym żywiołem Pawła Bagińskiego były właśnie kontakty z nauczycielami – spotkania, hospitacje lekcji, konferencje, konsultacje, własne lekcje otwarte, organizowanie kursów, udział w nich, wykłady i prelekcje, ćwiczenia z metodyki na Uniwersytecie Warszawskim. Tu ukształtował się głęboki związek emocjonalny Pawła Bagińskiego z warszawskim środowiskiem nauczycielskim, z zawodem, z polonistyką szkolną. Był jednak Paweł Bagiński nie tylko nauczycielem w działaniu, w praktyce. W 1952 roku związał się na stałe z redakcją „Polonistyki”. Był kolejno zastępcą redaktora naczelnego, sekretarzem redakcji. Pisał wiele artykułów, recenzji, prac metodycznych, był współautorem podręczników dla uczniów. W pracach tych przekazywał swoje bogate doświadczenie dydaktyczne, wiązał teorię z praktyką szkolną, kierując się – jak w całej swej działalności – chęcią pomocy nauczycielowi w rozwiązywaniu konkretnych trudności dydaktycznych.
Za swoją wieloletnią i tak wielostronną pracę Paweł Bagiński – entuzjasta życia szkoły, literatury i nauczania – został uhonorowany licznymi odznaczeniami i medalami: Krzyżem Walecznych, Krzyżem Partyzanckim, Srebrnym Krzyżem Zasługi z Mieczami, Złotym Krzyżem Zasługi, Krzyżem Kawalerskim Orderu Odrodzenia Polski, Medalem 10-lecia Polski Ludowej, Medalem Komisji Edukacji Narodowej, Odznaką Zasłużony Nauczyciel PRL.